# Limajno
Limajno (niem. Leimangel-See)   – jezioro położone na południowy zachód od Dobrego Miasta w województwie warmińsko-mazurskim, w powiecie olsztyńskim, w gminie Dobre Miasto.
Jezioro nazywane bywa także "perłą Warmii". Brzegi są wysokie, od strony zachodniej zalesione. Na północnym brzegu w pobliżu wsi Swobodna znajduje się ośrodek wypoczynkowy. Jezioro otoczone jest lasami, z wyspą o powierzchni 2,6 ha (zamieszkaną przez kormorany i bobry) i dwoma półwyspami.
Wokół jeziora prowadzi trasa rowerowa o długości ok. 12 km. Położone są nad nim dwie miejscowości Swobodna i Cerkiewnik.